# Bewhy
Lee Byung-yoon (Hangul: 이병윤; nacido el 15 de junio de 1993), más conocido por su nombre artístico BewhY (Hangul: 비와이), es un rapero de Corea del Sur y miembro del grupo '$exy $treet & Yello Music crew'.
Inicialmente eligió 'BY' como nombre artístico, pero lo cambió a 'BewhY' para darle un significado al nombre. Ganó el primer lugar en Show Me the Money 5 en 2016.
El rapero C Jamm es su viejo amigo de la escuela secundaria y BewhY también es bien conocido por el cristianismo devoto.
En enero de 2024, Bewhy fue parte de la Ceremonia de Inauguración de los Juegos Olímpicos de la Juventud de Gangwon 2024 en el Domo de PyeongChang.

## Discografía

### Álbumes de estudio
| Título                                               | Detalles del álbum                                                                                      | Posiciones en los gráficos | Ventas |
| Título                                               | Detalles del álbum                                                                                      | COR                        | Ventas |
| ---------------------------------------------------- | --- | -------------------------- | ------ |
| Time Travel                                          | - Lanzamiento: 10 de marzo de 2015 - Etiqueta: Lumin Entertainment - Formatos: CD, descarga digital     | —                          | —      |
| The Blind Star                                       | - Lanzamiento: 3 de septiembre de 2017 - Etiqueta: Lumin Entertainment - Formatos: CD, descarga digital | —                          | —      |
| "—" denota los lanzamientos que no se representaron. | |                            |        |

### Mixtapes
| Título        | Detalles del álbum                                                   |
| ------------- | -------------------------------------------------------------------- |
| Be The Livest | - Lanzamiento: 18 de septiembre de 2012 - Formatos: Descarga digital |

### Sencillos
| Título                                                                                  | Año                    | Posiciones en los gráficos | Ventas (Descargas)     | Álbum                     |
| Título                                                                                  | Año                    | COR                        | Ventas (Descargas)     | Álbum                     |
| Como artista principal                                                                  | Como artista principal | Como artista principal     | Como artista principal | Como artista principal    |
| --------------------------------------------------------------------------------------- | ---------------------- | -------------------------- | ---------------------- | ------------------------- |
| «Waltz»                                                                                 | 2014                   | —                          | —                      | —                         |
| «Swimming Bananas» feat. Keebo                                                          | 2014                   | —                          | —                      | —                         |
| «The Time Goes On»                                                                      | 2015                   | 17                         | - COR: 716,690         | Time Travel               |
| «In Trinity»                                                                            | 2015                   | —                          | - COR: 3,275           | —                         |
| «Shalom»                                                                                | 2016                   | —                          | - COR: 49,138          | —                         |
| «Forever»                                                                               | 2016                   | 2                          | - COR: 918,132         | Show Me the Money 5       |
| «Day Day» feat. Jay Park                                                                | 2016                   | 2                          | - COR: 1,039,009       | Show Me the Money 5       |
| «XamBaqJa» (쌈박자) feat. Simon Dominic                                                 | 2016                   | 29                         | - COR: 165,378         | Show Me the Money 5       |
| «Fake Pt.2» (자화상 Pt.2)                                                               | 2016                   | 39                         | - COR: 133,668         | Show Me the Money 5       |
| «Dejavu»                                                                                | 2017                   | 32                         | - COR: 70,604          | —                         |
| «Hewgeso» (휴게소)                                                                      | 2017                   | 73                         | - COR: 30,475          | —                         |
| «Scar» (흔적)                                                                           | 2017                   | —                          | - COR: 17,015          | —                         |
| Colaboraciones                                                                          |                        |                            |                        |                           |
| «Freezing» (얼어) con Bill Stax, C Jamm, Konsoul & Scary'P                              | 2015                   | —                          | - COR: 7,221           | —                         |
| «I'm Not The Person You Used To Know» (니가 알던 내가 아냐) con Simon Dominic, One & G2 | 2016                   | 2                          | —                      | Show Me the Money 5       |
| «Puzzle» con C Jamm                                                                     | 2016                   | 3                          | - COR: 697,668         | —                         |
| «International Wave» con Talib Kweli                                                    | 2016                   | 64                         | —                      | —                         |
| «Someday» con Asura                                                                     | 2016                   | 100                        | —                      | —                         |
| «Uno» (우노) con Big K.R.I.T.                                                           | 2017                   | —                          | - COR: 15,380          | —                         |
| «Like Me» con A$AP TyY & C Jamm                                                         | 2017                   | —                          | —                      | —                         |
| Como artista invitado                                                                   |                        |                            |                        |                           |
| «Yello Card» C Jamm feat. BewhY & Keebo                                                 | 2013                   | —                          | —                      | Go So Yello               |
| «Watch» C Jamm feat. Dok2, BewhY & Konsoul                                              | 2015                   | —                          | - COR: 9,277           | Good Boy Doing Bad Things |
| «Shit» C Jamm feat. BewhY                                                               | 2015                   | —                          | —                      | Good Boy Doing Bad Things |
| «Just Music Remix» (걍 음악이다) C Jamm feat. Vasco, Genius Nochang & BewhY             | 2015                   | —                          | —                      | Good Boy Doing Bad Things |
| «Silk Road» (비단길) XIA feat. BewhY                                                    | 2015                   | 76                         | - COR: 25,182          | Yesterday                 |
| «F*ck Boy» Jay Park feat. Sik-K, BewhY & Ugly Duck                                      | 2015                   | —                          | - COR: 18,434          | Worldwide                 |
| «Plastic» Jung Junil feat. BewhY                                                        | 2016                   | —                          | - COR: 73,127          | Underwater                |
| «Time Looping» Kid Milli feat. BewhY                                                    | 2016                   | —                          | —                      | —                         |
| «Beside Me» Code Kunst feat. BewhY, YDG & Suran                                         | 2016                   | 92                         | —                      | Muggle's Mansion          |
| "—" denotes releases that did not chart.                                                |                        |                            |                        |                           |

### Otras canciones
| Título                                | Año                    | Posiciones en los gráficos | Ventas (Descargas)     | Álbum                  |
| Título                                | Año                    | COR                        | Ventas (Descargas)     | Álbum                  |
| Como artista principal                | Como artista principal | Como artista principal     | Como artista principal | Como artista principal |
| ------------------------------------- | ---------------------- | -------------------------- | ---------------------- | ---------------------- |
| «Waltz»                               | 2015                   | —                          | —                      | Time Travel            |
| «2 Bottles» (중2병) feat. C Jamm      | 2015                   | —                          | - COR: 38,175          | Time Travel            |
| «Yelliosm»                            | 2015                   | —                          | —                      | Time Travel            |
| «Self-Portrait» (자화상)              | 2015                   | —                          | —                      | Time Travel            |
| «So What»                             | 2015                   | —                          | —                      | Time Travel            |
| «No Sky Is The Limit» feat. Don Mills | 2015                   | —                          | —                      | Time Travel            |
| «Dreamers»                            | 2015                   | —                          | —                      | Time Travel            |
| «Dreamer» (몽상)                      | 2015                   | —                          | —                      | Time Travel            |
| «Thank God»                           | 2015                   | —                          | —                      | Time Travel            |
| «David»                               | 2015                   | —                          | —                      | Time Travel            |

## Filmografía

### Programas de variedades
| Año  | Cadena | Programa            | Notas                                                        |
| ---- | ------ | ------------------- | ------------------------------------------------------------ |
| 2015 | Mnet   | Show Me The Money 4 | Participante                                                 |
| 2016 | Mnet   | Show Me The Money 5 | Participante, ganador de la temporada 5                      |
| 2017 | MBC    | Radio Star          | Episodio 509 - con DinDin, Zizo; Jisoo y Rosé (de BLACKPINK) |
| 2020 | SBS    | Running Man         | invitado                                                     |